# Tetrigidae
Los tetrígidos (Tetrigidae) son una familia de ortópteros celíferos conocidos vulgarmente como langostas urogallo, langostas pigmeas o saltamontes pigmeos. Hay aproximadamente 1.600 especies y cerca de 250 géneros en total.

## Características
Las langostas pigmeas miden alrededor de 20 mm de longitud, y son reconocibles por un pronoto largo, que se extiende a lo largo del abdomen, casi hasta la punta de las alas, y termina en punta. En otros ortópteros, el pronoto es corto y no cubre ni el abdomen ni las alas. Tetrigidae son de coloración generalmente críptica. Algunas especies tienen el pronoto ensanchado y así imitan hojas, piedras o ramas.

## Historia natural
En las regiones templadas, los Tetrigidae se encuentran generalmente a lo largo de los arroyos y estanques, donde se alimentan de algas y diatomeas. Las especies de América del Norte Paratettix aztecus y Paratettix mexicanus, por ejemplo, dependen de la producción primaria acuática entre el 80% y el 100% en su dieta. Las especies de las riberas son capaces de nadar en la superficie del agua, y pueden arrojarse fácilmente al agua cuando están alarmados. Algunas especies de la tribu Scelimenini son totalmente acuáticas y capaces de nadar bajo el agua. La mayor diversidad biológica de Tetrigidae se encuentra en los bosques tropicales. Algunas especies tropicales son arborícolas y viven entre los musgos y líquenes en los árboles o contrafuertes en el dosel, mientras que otros viven en el suelo del bosque.
Al igual que otros ortópteros, Tetrigidae tienen un desarrollo hemimetábolo, en el que los huevos eclosionan en ninfas. A diferencia de otros ortópteros de zonas templadas, los tetrígidos, en general, pasan el invierno como adultos.

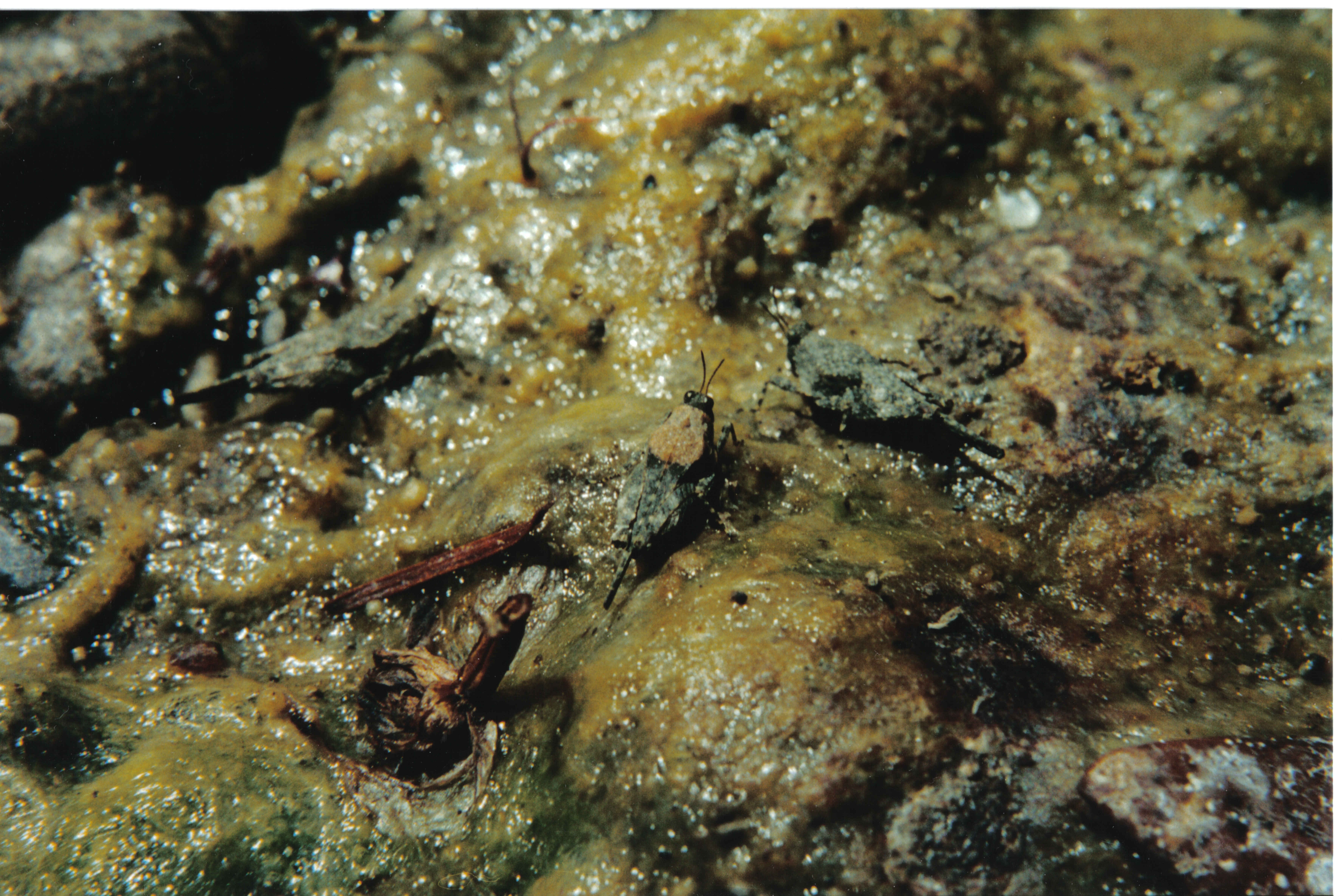
Paratettix aztecus comiendo algas.

## Etimología
El nombre viene derivado del latín tetricus o taetricus, que significa duro, severo o agrio.